# Cilleruelo de San Mamés
Cilleruelo de San Mamés – gmina w Hiszpanii, w prowincji Segowia, w Kastylii i León, o powierzchni 9,73 km². W 2011 roku gmina liczyła 42 mieszkańców.